# 勞里科查河

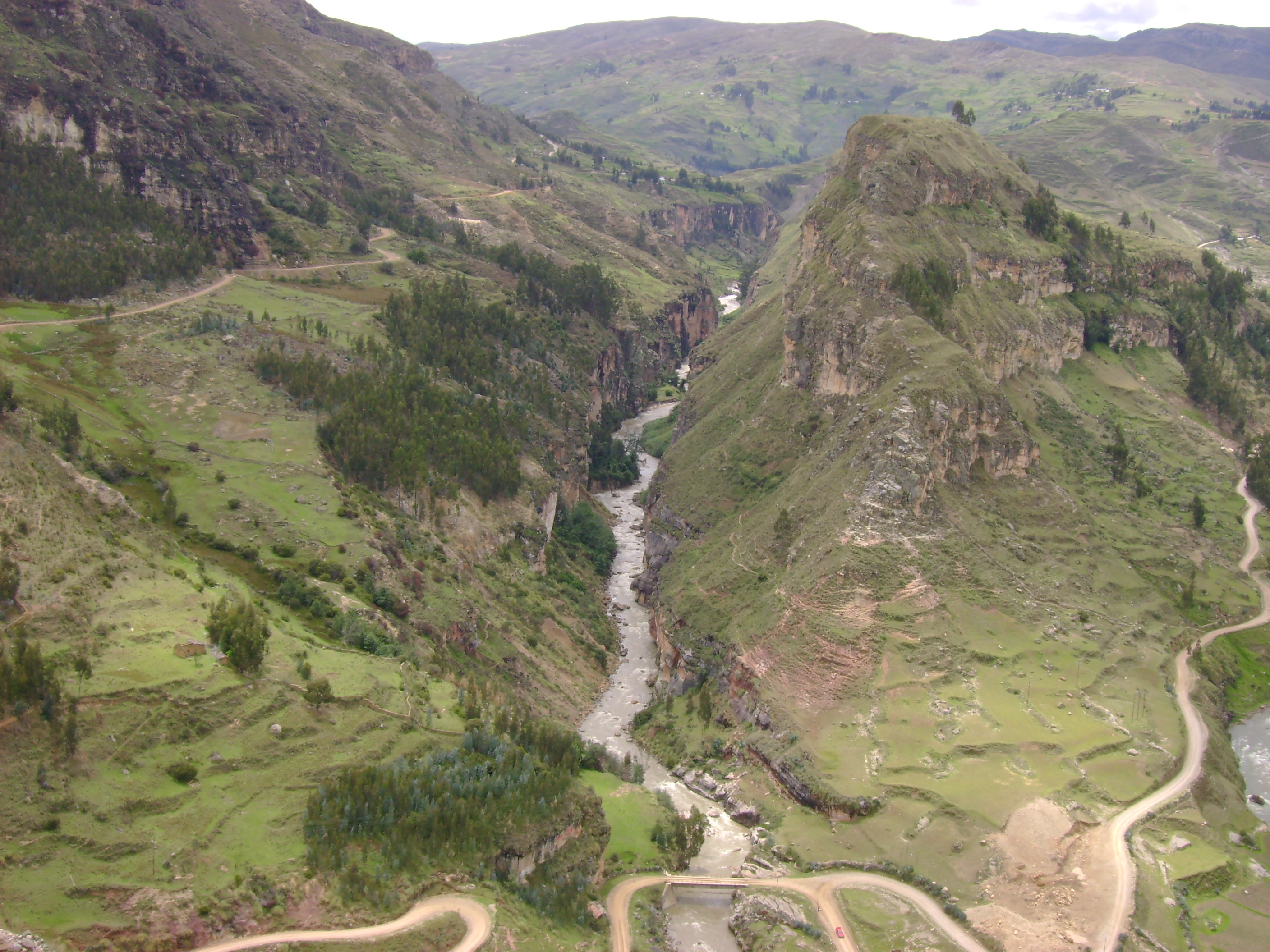
勞里科查河

勞里科查河（西班牙語：Río Lauricocha）是秘魯的河流，位於該國中部，屬於馬拉尼翁河流域，發源自勞拉山脈，流經安卡什大區和瓦努科大區，以勞里科查湖命名。
9°59′19″S 76°40′57″W / 9.9886°S 76.6824°W